# Hans Borlisch
Hans Borlisch (* 18. August 1909 in Danzig; † 16. September 1979 in Neustrelitz) war ein deutscher Kirchenmusiker und Kapellmeister.

## Leben
Hans Borlisch studierte Kirchenmusiker und Kapellmeister in Berlin. Zum 1. Mai 1933 trat er der NSDAP bei (Mitgliedsnummer 2.508.192). Er arbeitete als Organist in Frankfurt/Oder und wurde dort nach dem Ende des Zweiten Weltkrieges Kapellmeister. Er wechselte ab 1950 nach Neustrelitz, wo er als Kantor und Organist tätig war. Dort wurde er 1956 Kirchenmusikdirektor und behielt diese Stellung bis 1975. Zwischen 1958 und 1969 engagierte er sich als Vorsitzender des Landesverbandes für evangelische Kirchenmusik in Mecklenburg. 
 
Hans Borlisch unterstützte als Herausgeber die Förderung der Kirchenmusik, insbesondere von Orgelstücken für den kirchlichen Gebrauch.  

## Werke (Auswahl)
- Leichte freie Orgelstücke für den Gottesdienst. Für Orgel oder andere Tasteninstrumente. Verlag Merseburger, Kassel
- Kleine Geschichte der evangelischen Kirchenmusik. Verlag Merseburger, Kassel